# Golfo de Pária

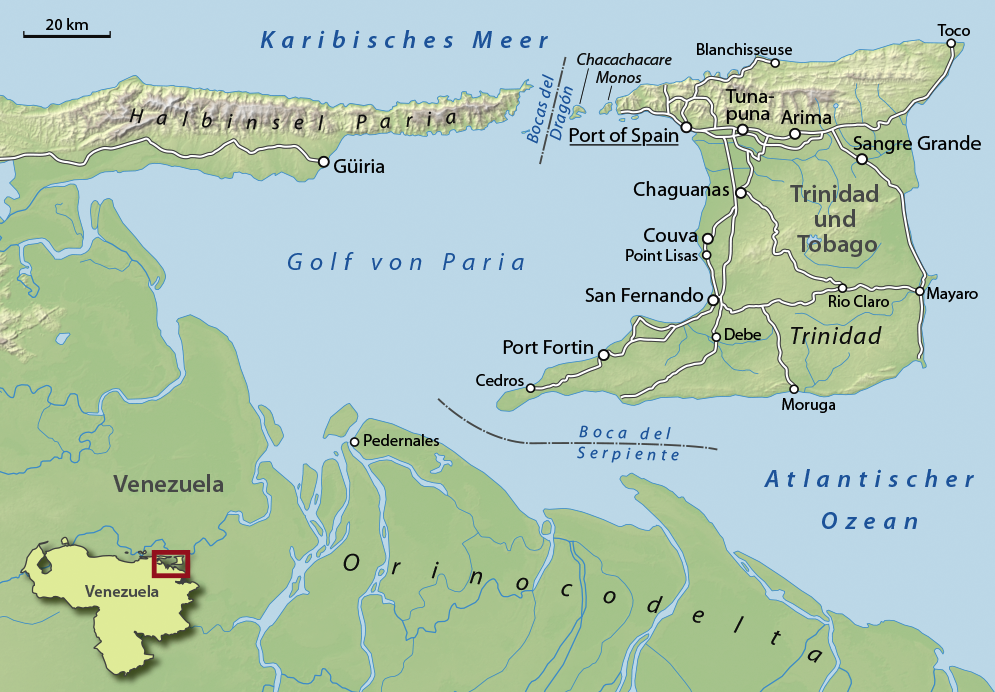
O Golfo de Paria entre a Venezuela e Trinidad.

O golfo de Pária (em castelhano:  golfo de Paria) é um grande golfo localizado na foz do delta do rio Orinoco no oceano Atlântico, ao norte da América do Sul tem uma extensão de aproximadamente 7800 km², conforma uma parte da fachada atlântica de Venezuela, formando as costas dos estados de Delta Amacuro, Monagas e Sucre e a sua vez separando o continente sul-americano da ilha de Trinidad, a maior de Trinidad e Tobago, pelo que o golfo é uma zona de fronteira marítima.[carece de fontes?]
O Golfo de Paria é um mar interior semi-fechado localizado entre a ilha de Trinidad e a costa leste da Venezuela. Separa os dois países em menos de 15 km em seus pontos mais estreitos e 120 km em seus pontos mais largos. As marés dentro do Golfo são de natureza semi-diurna com um alcance de aproximadamente 1 m.  O Golfo de Paria é considerado um dos melhores portos naturais da costa atlântica das Américas. A jurisdição do Golfo de Paria é dividida entre Trinidad e Tobago e a Venezuela, com Trinidad e Tobago controlando aproximadamente 2.940 km2 (37.4%) (37.7%) e a Venezuela (62.3%). 
Foi originalmente chamado de Golfo da Baleia  (em castelhano:  Golfo de la Ballena) por Cristóvão Colombo, porém a indústria baleeira do século XIX eliminou as baleias da área e as populações nunca se recuperaram. Fontes cartográficas do final do século XVIII referem-se repetidamente a ele como o Golfo Triste.